# Valeri Qazaishvili
Valeri Qazaishvili (Ozurgueti, Georgia, 29 de enero de 1993) es un futbolista internacional georgiano que juega de centrocampista en el Shandong Taishan de la Superliga de China.

## Carrera
Valeri Qazaishvili comenzó su carrera deportiva en su natal Georgia, jugando para el Saburtalo Tbilisi de la capital. Posteriormente fue cedido al FC Metalurgi Rustavi de la Umaglesi Liga georgiana, siendo cedido nuevamente en 2011 al FC Sioni Bolnisi antes de ser fichado esa misma temporada por el SBV Vitesse holandés, debutando con el conjunto de la Eredivisie el 27 de noviembre de 2011 contra el Twente. Una semana después marcaría su primer gol con el Vitesse en la victoria por 4 a 0 contra el RKC Waalwijk, ganándose la titularidad en el equipo hasta marcharse en la temporada 2015-16 al Legia de Varsovia polaco como sesión con opción a compra.

## Selección nacional
Ha sido internacional con la selección de Georgia en 63 ocasiones anotando 13 goles. Anteriormente lo había sido con la sub-21, la sub-19 y sub-17.

## Palmarés

### Títulos nacionales
| Título               | Club                | País          | Año  |
| -------------------- | ------------------- | ------------- | ---- |
| Umaglesi Liga        | Olimpi Rustavi      | Georgia       | 2010 |
| Supercopa de Georgia | Olimpi Rustavi      | Georgia       | 2010 |
| Ekstraklasa          | Legia de Varsovia   | Polonia       | 2017 |
| K League 1           | Ulsan Hyundai F. C. | Corea del Sur | 2022 |
| K League 1           | Ulsan Hyundai F. C. | Corea del Sur | 2023 |